# Roberto Sánchez Mantecón
Roberto Sánchez Mantecón (Mislata, 14 de febrero de 1996) es un deportista español que compite en triatlón.
Ganó una medalla de plata en el Campeonato Europeo de Triatlón de 2021 y una medalla de bronce en el Campeonato Europeo de Triatlón de Velocidad de 2018.
Participó en los Juegos Olímpicos de París 2024, ocupando el trigésimo sexto lugar en la prueba individual.
Estudió Mercadotecnia Digital y Comercio Electrónico en la Universidad de Alicante.

## Palmarés internacional
| Campeonato Europeo | Campeonato Europeo | Campeonato Europeo | Campeonato Europeo |
| Año                | Lugar              | Medalla            | Prueba             |
| ------------------ | ------------------ | ------------------ | ------------------ |
| 2021               | Valencia (España)  | Medalla de plata   | Individual         |

| Campeonato Europeo | Campeonato Europeo | Campeonato Europeo | Campeonato Europeo |
| Año                | Lugar              | Medalla            | Prueba             |
| ------------------ | ------------------ | ------------------ | ------------------ |
| 2018               | Tartu (Estonia)    | Medalla de bronce  | Individual         |